# Флавий Иовин
Флавий Валент Иовин (лат. Flavius Valens Iovinus) — римский военачальник и консул IV века.

## Биография

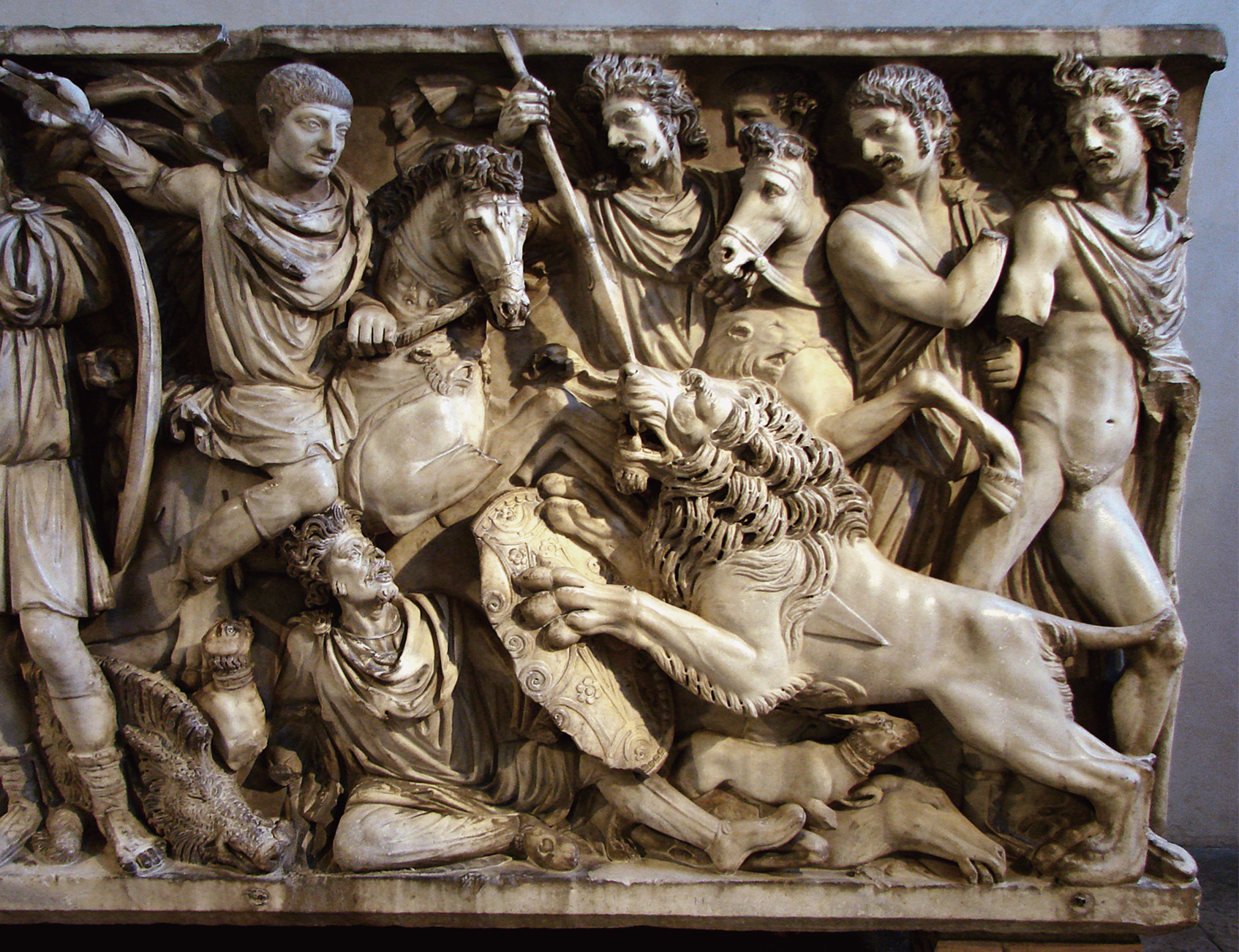
Изображение боевых подвигов Иовина на его саркофаге в музее Сен-Реми

В 360 или 361 году Иовин, находящийся в должности магистра конницы, был откомандирован императором Юлианом к Аквилее, так как там легионерами Нигрина был спровоцирован бунт. Однако вскоре, из-за того что осада затянулась, он был отозван из Аквилеи. В 361 году магистр конницы в Иллирике Иовин вошёл в состав следственной комиссии против ряда приближённых скончавшегося императора Констанция (кроме него, туда входили Мамертин, Арбецион, Агилон и Невитта).
Затем Иовин находился в Галлии в должности magister armorum per Gallias. После смерти Юлиана по приказу Иовиана передал командование войсками Малариху. При Валентиниане I Иовин стал комитом вместе с Дагалайфом. В 366 году сражался против алеманнов в провинции Белгика, разгромив их в битве при Каталаунах (Catalaunum или Durocatalaunum). После побед в Белгике он возвращается в Паризии. В 367 году стал консулом с Флавием Лупицином. После начала восстания в Британии направлен туда для его подавления. Успешно сражался в битве при Солинициуме (368 год, Галлия). Вероятно, его внуком или племянником был узурпатор Иовин.